# كريستوفر دينيسي
كريستوفر دينيسي (بالإنجليزية: Christopher Denise)‏ هو رسام توضيحي أمريكي، ولد في 1968.